# Frank Schaffer
Frank Schaffer   (Eisenhüttenstadt, 23 d'octubre de 1958) és un atleta alemany, ja retirat, especialista en curses de velocitat, que va competir sota bandera de la República Democràtica Alemanya durant les dècades de 1970 i 1980.
El 1980 va prendre part en els Jocs Olímpics d'Estiu de Moscou, on va disputar dues proves del programa d'atletisme. En els 4×400 metres, formant equip amb Klaus Thiele, Andreas Knebel i Volker Beck guanyà la medalla de plata, mentre en els 400 metres va guanyar la de bronze, arribant a la meta rere el soviètic Víktor Markin i l'australià Rick Mitchell.
A nivell nacional es proclamà campió de la RDA en els 400 metres el 1979 i 1980 i en el 4x400 metres el 1977 i 1978.

## Millors marques
- 200 metres. 20.95" (1979)
- 400 metres. 44.87" (1980)[2][3]